# Oseredek
Oseredek – wieś w Polsce położona w województwie lubelskim, w powiecie tomaszowskim, w gminie Susiec w odległości około 20 km od Tomaszowa Lubelskiego.
W latach 1975–1998 miejscowość administracyjnie należała do województwa zamojskiego.
Wieś stanowi sołectwo gminy Susiec. Według Narodowego Spisu Powszechnego z roku 2011 wieś liczyła 535 mieszkańców.
W centrum wsi znajduje się siedziba Ochotniczej Straży Pożarnej, przy której mieści się Muzeum Pożarnictwa. Założycielem i kustoszem muzeum był st. ogn. w st. spocz. Jan Łasocha. W muzeum można zobaczyć m.in. kilkanaście motopomp, sikawek (w tym jedna konna z 1891 r.), oraz wiele innych przedmiotów związanych z pożarnictwem.
Sąsiednie miejscowości: Grabowica, Majdan Sopocki Drugi, Majdan Sopocki Pierwszy, Nowiny i Susiec.

## Części wsi
| SIMC    | Nazwa      | Rodzaj    |
| ------- | ---------- | --------- |
| 0900360 | Podsusiec  | część wsi |
| 0900376 | Za Wygonem | część wsi |

## Historia
W wieku XIX wieś w powiecie hrubieszowskim gminie Majdan Sopocki, wierni kościoła rzymskokatolickiego należeli do parafii Józefów Ordynacki.